# Pimpla bicolor
Pimpla bicolor là một loài tò vò trong họ Ichneumonidae.